# Бројаница
Бројаница или бројеница је низ повезаних куглица од вуне или свиле које се користе за молитву код православаца. Користе их православни монаси како би израчунали колико пута су изговорили Исусову молитву. Стандардна бројаница има 33 чвора (толико је година имао Исус када је страдао), а постоје и неке које могу имати и више, чак и преко 100. По правилу, бројаница се носи на левој руци.